# 푸루겔름섬

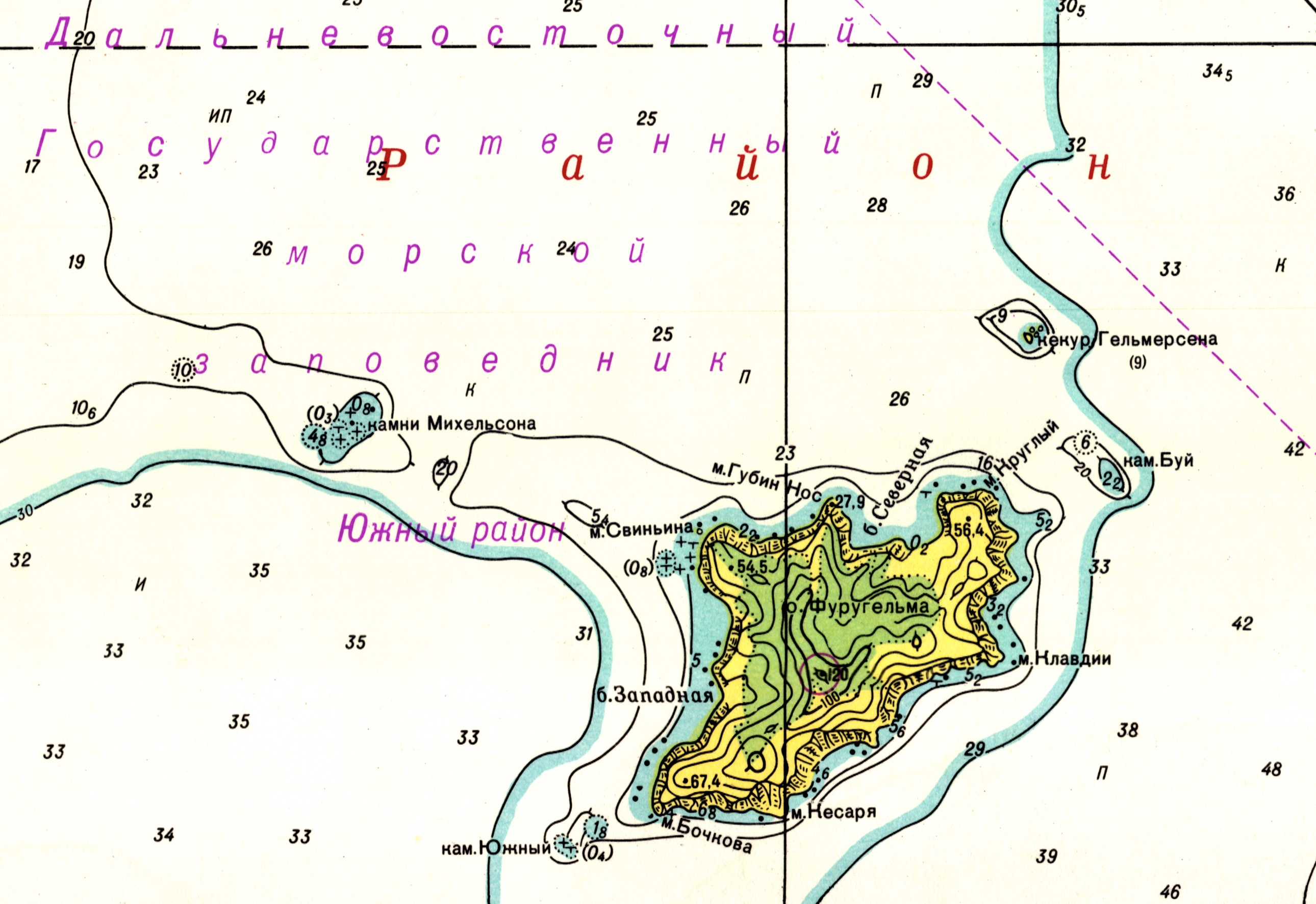
섬의 위치

푸루겔름섬(러시아어: Остров Фуругельма)는 동해의 표트르 대제만에 있는 러시아의 섬이다. 1854년 핀란드계 러시아인 선장인 이반 바실리예비치 푸루겔름의 이름을 따서 섬 이름이 붙여졌다. 지리적으로 러시아에서 조선민주주의인민공화국과 일본에 가까운 섬이기 때문에, 제2차 세계 대전 중에는 일본군의 상륙을 저지하고자 하는 군사 시설이 설치되기도 하였다.

## 기후
가장 추운 달은 1월이며, 공기의 중간 기후는 -11 °C이다. 가장 더운 달은 8월이며, 공기의 중간 기후는 +21 °C이다.